# オーシティ田辺
オーシティ田辺（オーシティたなべ）は、和歌山県田辺市にあった県内を地盤とするオークワのショッピングセンター。開業から14年余は「オークワ田辺店」として営業していた。
略称は「オーシ」。
山の斜面部に建設されたため、1階と3階の両方に店舗入り口と平面駐車場があり、4階部分には立体駐車場を設備している。
シティプラザ南紀田辺（ホテル）が隣接している。
「○○シティ」と名前が付く店舗（オークワが運営するGMS店舗、全4施設）の中で最も小規模であり、映画館やボウリング施設、ゲームセンター等は施設内に一切ないが(ゲームセンターや書店があった時期もあるのだが、廃止された)、近隣にWAY書店TSUTAYA田辺東山店（徒歩2分、書籍やCD、DVDを取り扱う）がある。

## 概要
昭和57年に建設された当施設は、後に建設されたパビリオンシティ（1995年12月30日開業）に比べて床面積が少なく、1階から3階までの全ての売り場フロアで家電から衣料品、食料品などの販売に関しては、オークワが直営する形態となっている。建物前面は主要県道（県道31号線）と国道424号線（開業当初は国道42号線の一部だった）との分岐地点であり、非常に車通りが多い。また国道側からも入店できるようにオークワ専用の跨道橋が県道上に掛けられている。しかし、この跨道橋は現在の耐震基準を満たしていないだけでなく、道路幅員、道路曲線、縦断勾配が道路構造令基準を満たしていない。そのため、田辺市新庁舎建設時に撤去されることが決まっている。2021年2月20日閉店した。なお、閉店後の同年3月6日、隣接地の屋外駐車場跡にオークワ田辺東山店が開店している。

## テナント一覧（閉店時）
- 眼鏡市場（1F駐車場横）
- マッサージサロン健康館（1F駐車場横）
- 味弁慶（シティプラザ内）
- ATM（紀陽銀行田辺駅前支店オーシティ出張所、きのくに信用金庫オーシティ田辺店）